# Calapor
Calapor è una suddivisione dell'India, classificata come census town, di 11.823 abitanti, situata nel distretto di Goa Nord, nello territorio federato di Goa. In base al numero di abitanti la città rientra nella classe IV (da 10.000 a 19.999 persone).

## Geografia fisica
La città è situata a 15° 27' 50 N e 73° 48' 58 E.

## Società

### Evoluzione demografica
Al censimento del 2001 la popolazione di Calapor assommava a 11.823 persone, delle quali 5.943 maschi e 5.880 femmine. I bambini di età inferiore o uguale ai sei anni assommavano a 1.179, dei quali 600 maschi e 579 femmine. Infine, coloro che erano in grado di saper almeno leggere e scrivere erano 9.475, dei quali 5.032 maschi e 4.443 femmine.